# Liste der Tourismusminister San Marinos
Diese Liste gibt einen Überblick über die Tourismusminister San Marinos.
Das Arbeitsministerium ist eines der zehn 2005 gesetzlich festgelegten Ressorts (Dicasteri). Der Amtsinhaber führt die Bezeichnung Segretario di Stato per il Turismo.  Bis 1997 führte der Arbeitsminister den Titel Deputato, die Bezeichnung Segretario di Stato führten bis zu diesem Zeitpunkt nur die Leiter der Ressorts Äußeres, Inneres und Finanzen.
Die Bezeichnungen des Ressorts wurden mehrfach geändert, zeitweise wurde es auch mit anderen Ressorts zusammengelegt.

## Tourismusminister seit 1957
| Name                 | Partei        | Amtszeit | Amtszeit           | Kommentar |
| Name                 | Partei        | von | bis                | Kommentar |
| -------------------- | ------------- | --- | ------------------ | --- |
| Pietro Reffi         | PDCS          | 12. November 1957                                                                                                 | 29. September 1959 | Deputato per il Turismo, lo Sport e lo Spettacolo (Tourismus, Sport und Veranstaltungen) |
| Pietro Gianecchi     | PSDIS         | 29. September 1959                                                                                                | 12. Dezember 1961  | Deputato per il Turismo, lo Sport e lo Spettacolo (Tourismus, Sport und Veranstaltungen) |
| Pietro Reffi         | PDCS          | 12. Dezember 1961                                                                                                 | 29. Oktober 1964   | Deputato per il Turismo, lo Sport e lo Spettacolo (Tourismus, Sport und Veranstaltungen) |
| Luigi Lonfernini     | PDCS          | 29. Oktober 1964                                                                                                  | 22. Mai 1969       | Deputato per il Turismo, lo Sport e lo Spettacolo (Tourismus, Sport und Veranstaltungen) |
| Pietro Reffi         | PDCS          | 22. Mai 1969 | 06. November 1969  | Deputato per il Turismo, lo Sport e lo Spettacolo (Tourismus, Sport und Veranstaltungen) |
| Giuseppe Micheloni   | PSDIS         | 06. November 1969                                                                                                 | 27. März 1973      | Deputato per il Turismo, lo Sport e lo Spettacolo (Tourismus, Sport und Veranstaltungen) |
| Federico Bigi        | PDCS          | 27. März 1973 | 11. November 1974  | Deputato per il Turismo, lo Sport e lo Spettacolo (Tourismus, Sport und Veranstaltungen) |
| Federico Bigi        | PDCS          | 11. November 1974                                                                                                 | 11. März 1976      | Deputato per il Turismo, lo Sport e la Giustizia (Tourismus, Sport und Justiz) |
| Federico Bigi        | PDCS          | 11. März 1976 | 17. Juli 1978      | Deputato per il Turismo, lo Sport e lo Spettacolo (Tourismus, Sport und Veranstaltungen) |
| Libero Barulli       | PSU           | 17. Juli 1978 | 16. Mai 1981       | Deputato per il Turismo, lo Sport e lo Spettacolo (Tourismus, Sport und Veranstaltungen) |
| Giancarlo Berardi    | PSU           | 16. Mai 1981 | 04. Juli 1983      | Deputato per il Turismo, lo Sport e lo Spettacolo (Tourismus, Sport und Veranstaltungen) |
| Fiorenzo Stolfi      | PSU           | 04. Juli 1983 | 26. Juli 1986      | Deputato per il Commercio, il Turismo, lo Sport e l’Agricultura (Handel, Tourismus, Sport und Landwirtschaft) |
| Fausta Morganti      | PCS           | 26. Juli 1986 | 01. Oktober 1986   | Deputato per il Turismo, lo Sport e lo Spettacolo (Tourismus, Sport und Veranstaltungen) |
| Ariosto Maiani       | PCS           | 01. Oktober 1986                                                                                                  | 06. Juli 1988      | Deputato per il Turismo, lo Sport e lo Spettacolo (Tourismus, Sport und Veranstaltungen) |
| Gastone Pasolini     | PCS           | 06. Juli 1988 | 19. März 1992      | Deputato per le Comunicazioni, i Trasporti, i Rapporti con l’A.A.S.S., il Turismo e lo Sport (Kommunikation, Transport, Beziehungen zur A.A.S.S, Tourismus und Sport)                                                                                                 |
| Augusto Casali       | PSS           | 19. März 1992 | 09. Juli 1993      | Deputato per le Comunicazioni, i Trasporti, i Rapporti con l’A.A.S.S., il Turismo e lo Sport (Kommunikation, Transport, Beziehungen zur A.A.S.S, Tourismus und Sport)                                                                                                 |
| 09. Juli 1993        | 07. Juli 1998 | Deputato per le Comunicazioni, i Trasporti, il Turismo e lo Sport (Kommunikation, Transport, Tourismus und Sport) |                    | |
| Claudio Podeschi     | PDCS          | 07. Juli 1998 | 12. Juli 2001      | Segretario di Stato per il Turismo, il Commercio e lo Sport (Tourismus, Handel und Sport) |
| Paride Andreoli      | PSS           | 12. Juli 2001 | 16. Dezember 2002  | Segretario di Stato per il Turismo, il Commercio e lo Sport (Tourismus, Handel und Sport) |
| Paride Andreoli      | PSS           | 16. Dezember 2002                                                                                                 | 12. Dezember 2003  | Segretario di Stato per il Turismo, il Commercio, lo Sport e i Trasporti (Tourismus, Handel, Sport und Transport) |
| Paride Andreoli      | PSS/PSD       | 12. Dezember 2003                                                                                                 | 27. Juli 2006      | Segretario di Stato per il Lavoro e la Cooperazione, il Turismo, lo Sport e le Poste (Arbeit und Zusammenarbeit, Tourismus, Sport und Post) |
| Paride Andreoli      | PSD           | 27. Juli 2006 | 27. November 2007  | Segretario di Stato per il Turismo, lo Sport, le Telecommunicazioni, i Trasporti e la Cooperazione Economica (Tourismus, Sport, Telekommunikation, Transport und Wirtschaftliche Zusammenarbeit)                                                                      |
| Antonello Bacciocchi | PSD           | 27. November 2007                                                                                                 | 03. Dezember 2008  | Segretario di Stato per il Turismo, lo Sport, le Telecommunicazioni, i Trasporti e la Cooperazione Economica (Tourismus, Sport, Telekommunikation, Transport und Wirtschaftliche Zusammenarbeit)                                                                      |
| Fabio Berardi        | AeL           | 03. Dezember 2008                                                                                                 | 19. Juli 2012      | Segretario di Stato per il Turismo, lo Sport, la Programmazione Economica e i Rapporti con l’A.A.S.S. (Tourismus, Sport, Wirtschaftsplanung und Beziehungen zur A.A.S.S.)                                                                                             |
| Fabio Berardi        | AeL           | 19. Juli 2012 | 05. Dezember 2012  | Segretario di Stato per il Turismo, lo Sport, la Programmazione Economica, i Rapporti con l’A.A.S.S. e la Cultura (Tourismus, Sport, Wirtschaftsplanung, Beziehungen zur A.A.S.S. und Kultur)                                                                         |
| Pasquale Valentini   | PDCS          | 05. Dezember 2012                                                                                                 | 09. April 2013     | Segretario di Stato per il Turismo e i Rapporti con l’A.A.S.S. (Tourismus, und Beziehungen zur A.A.S.S.) |
| Teodoro Lonfernini   | PDCS          | 09. April 2013 | 17. April 2014     | Segretario di Stato per il Turismo e i Rapporti con l’A.A.S.S. (Tourismus, und Beziehungen zur A.A.S.S.) |
| Teodoro Lonfernini   | PDCS          | 17. April 2014 | 27. August 2016    | Segretario di Stato per il Turismo, Politiche Giovanili, Sport e i Rapporti con l’A.A.S.S. (Tourismus, Jugendpolitik und Beziehungen zur A.A.S.S.) |
| Teodoro Lonfernini   | PDCS          | 27. August 2016                                                                                                   | 27. Dezember 2016  | Segretario di Stato per il Turismo, Politiche Giovanili, Sport, i Rapporti con l’A.A.S.S., Territorio e Ambiente, Agricoltura e Protezione Civile (Tourismus, Jugendpolitik, Sport, Beziehungen zur A.A.S.S., Territorium und Umwelt, Landwirtschaft und Zivilschutz) |
| Augusto Michelotti   | SSD           | 27. Dezember 2016                                                                                                 | amtierend          | Segretario di Stato al Territorio e Ambiente, Agricoltura, Turismo, Protezione Civile, Rapporti con l’A.A.S.L.P., Politiche Giovanili (Territorium und Umwelt, Landwirtschaft, Tourismus, Zivilschutz, Beziehungen zur A.A.S.L.P., Jugendpolitik)                     |

## Parteien
| AeL   | Arengo e Libertà                                        |
| PCS   | Partito Comunista Sammarinese                           |
| PDCS  | Partito Democratico Cristiano Sammarinese               |
| PSD   | Partito dei Socialisti e dei Democratici                |
| PSDIS | Partito Socialista Democratico Indipendente Sammarinese |
| PSS   | Partito Socialista Sammarinese                          |
| PSU   | Partito Socialista Unitario                             |
| SSD   | Sinistra Socialista Democratica                         |